# Gotthilf Kuhn

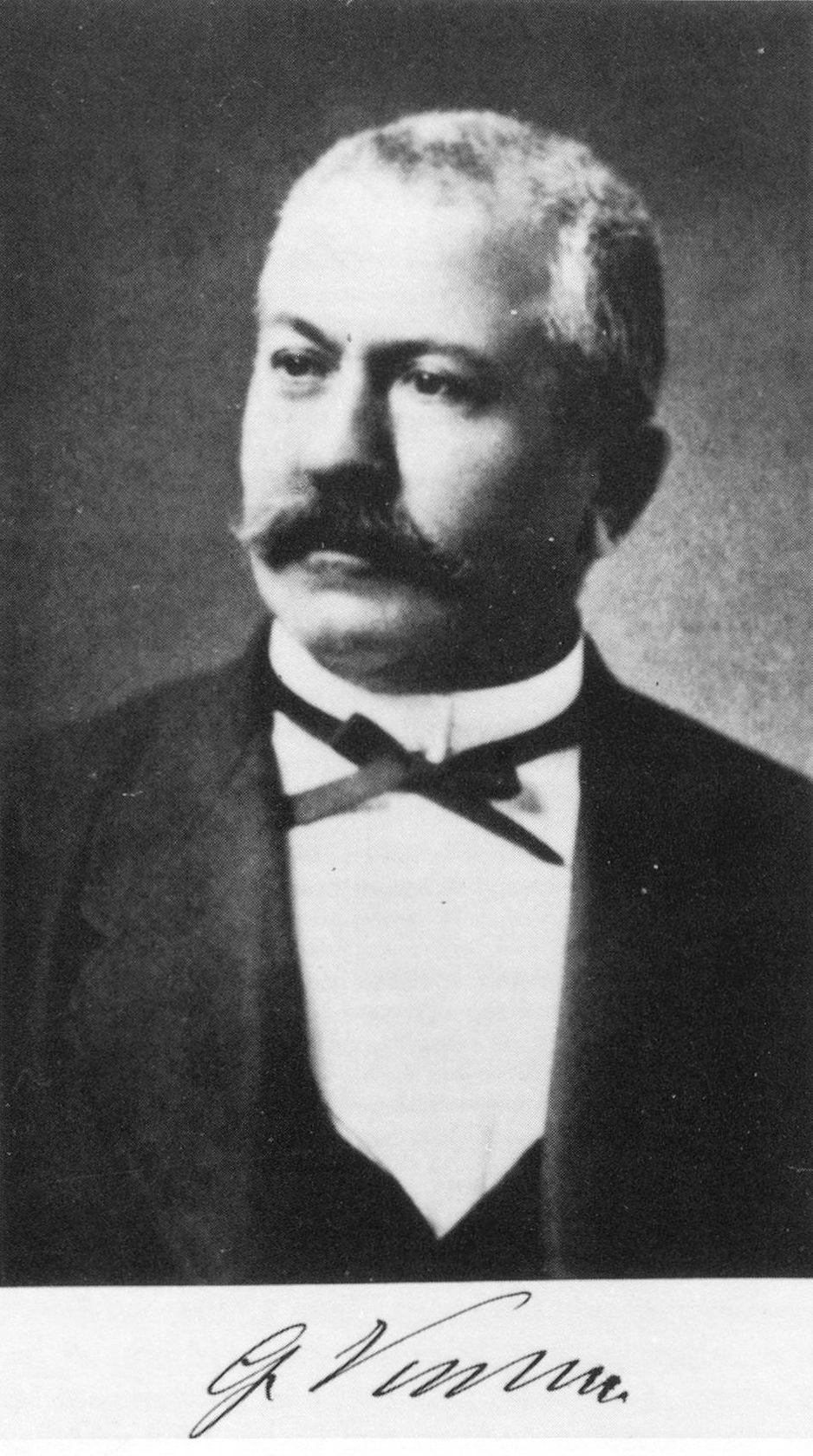
Gotthilf Kuhn.

Gotthilf Kuhn (* 22. Juni 1819 in Grafenberg, im seinerzeitigen Oberamt Nürtingen; † 24. Januar 1890 in Stuttgart-Berg) war ein Stuttgarter Industriepionier.

## Leben
Der Sohn des Schulmeisters Johann Ludwig Kuhn († 1828) war früh verwaist, lernte Schlosser in Giengen an der Brenz und arbeitete sich bei Carl Hoppe in Berlin, der ihn in Mathematik und Mechanik unterrichtete, zum Werkführer empor. 1848 heiratete er hier Maria Henriette Caroline Haberzettel (1827–89). Als er sich 1851 in der Heimat selbständig machen wollte, stattete Hoppe ihn mit Konstruktionszeichnungen seiner Lokomobilen aus.
1851 erwarb er im Stuttgarter Vorort Berg den ehemaligen Gauger’schen Bierkeller, in dem er mit einem Geschäftspartner namens Landenberger eine mechanische Werkstätte einrichtete. Da die Geschäfte im ersten Jahr nicht liefen wie erwartet, stieg Landenberger wieder aus und Kuhn gründete eine neue Gesellschaft, die G. Kuhn, Maschinen- und Kesselfabrik, Eisen- und Gelbgießerei. Gegen Bürgschaft von Verwandten erhielt er vom Stuttgarter Industriellen Karl Jobst ein Darlehen von 4.000 Gulden. Mit 30 Arbeitern und einer kleinen Dampfmaschine begann er seine Maschinenfabrik, der eine Kesselschmiede zugefügt wurde. 1857 eröffnete er eine eigene Gießerei. 1859 hatte er bereits 249 Beamte und Arbeiter.
1854 wurde Kuhn in der Stuttgarter Freimaurerloge Zu den 3 Cedern zum Freimaurer aufgenommen.
Im Baisse-Jahr 1855 richtete er eine firmeneigene Krankenkasse ein. König Wilhelm I. setzte sich persönlich für die erforderliche Kapazitätsausweitung ein und Friedrich Jobst jun. wurde mit einer Einlage von 100.000 Gulden stiller Teilhaber.

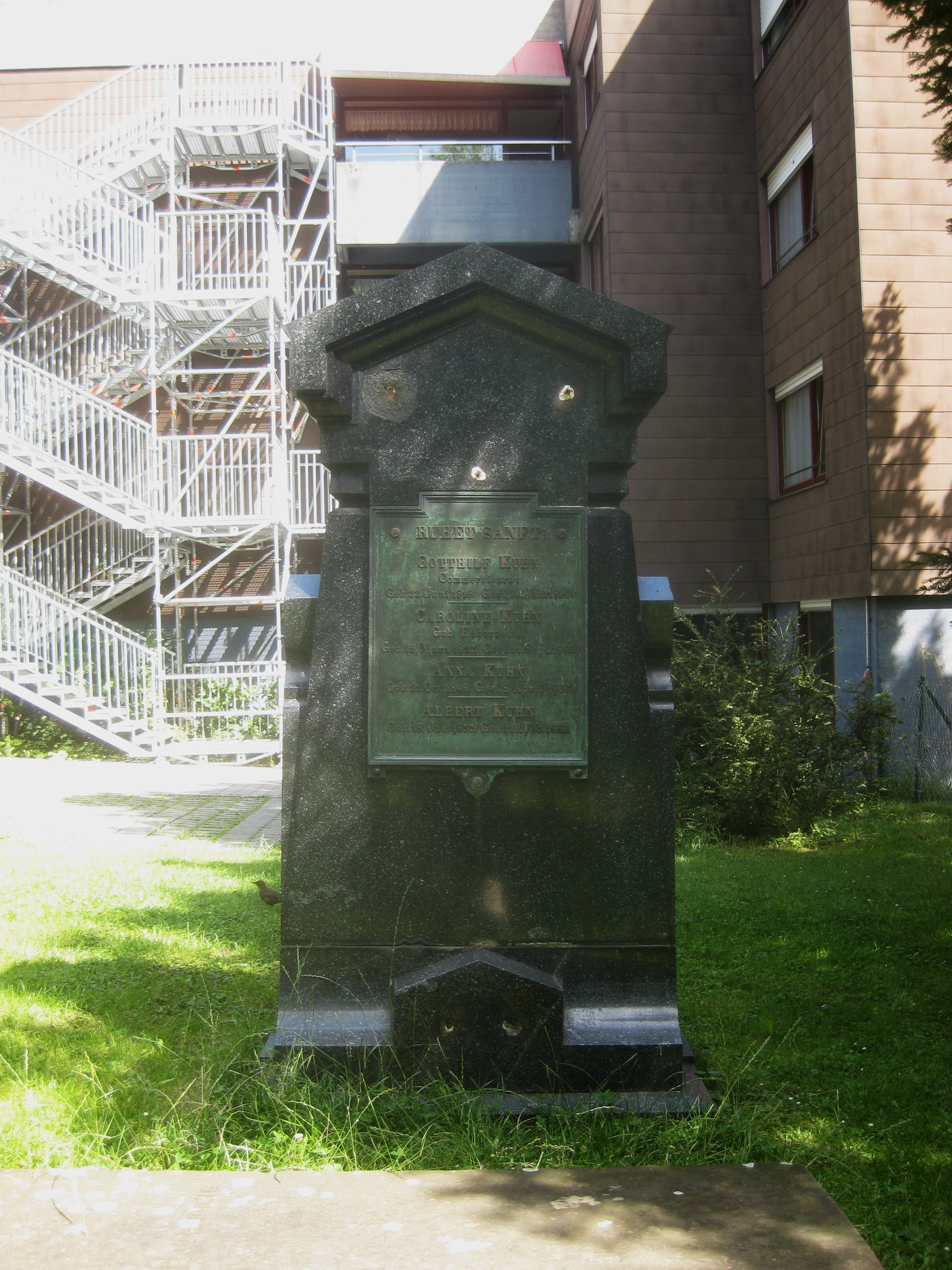
Familiengrab von Gotthilf Kuhn auf dem ehemaligen Kirchhof Berg.

Unterstützt wurde er auch von Ferdinand Steinbeis, der ihm um 1860 riet, sich mit dem Lenoirschen Gasmotor zu beschäftigen. 1857–61 lernte hier Max Eyth, 1854–62 arbeitete Rudolf Ernst Wolf als Oberingenieur bei ihm und 1888–92 Immanuel Lauster als Konstrukteur von Verbrennungsmotoren. 1890 versuchte er sich noch mit einem Lizenzbau des Gasmotors von Richard Langensiepen aus Buckau-Magdeburg.
Nach einem Großfeuer im Juli 1867 wurde die Fabrik neu aufgebaut. 1878 begann er mit dem Bau von Dampfwalzen. 1880 zahlte er die Teilhaber Jobst aus.
Mit seinem ältesten Sohn Friedrich hatte er sich überworfen. Gustav war als Kind gestorben. Sein drittgeborener Sohn Ernst hatte nach dem Schulbesuch an der Technischen Hochschule Aachen Maschinenbau studiert. 1879–1890 war Ernst Hauptgesellschafter der Fabrik. Als er das Werk um 1900 auf 1246 Belegschaftsmitglieder erweiterte, übernahm er sich wirtschaftlich und musste das Unternehmen mit der Maschinenfabrik Esslingen vereinen.
Gotthilf Kuhn starb am 24. Januar 1890 in Stuttgart-Berg. Er ist zusammen mit seiner Frau und zwei Kindern in einem Familiengrab auf dem ehemaligen Kirchhof Berg begraben. Die westliche Verlängerung der Stuttgarter Straße (heute Steubenstraße), die die Fabrik im Norden begrenzte, erhielt 1895 den Namen Kuhnstraße.
1865 war Gotthilf Kuhn dem Verein Deutscher Ingenieure (VDI) mit der Mitgliedsnummer 964 beigetreten. 1872 gehörte er dem Vorstand des VDI an.